# Badri Nath Prasad
Badri Nath Prasad (hindi: बदरी नाथ प्रसाद)  (Muhammadabad Gohna, 12 de gener de 1899 - Allahabad, 18 de gener de 1966) va ser un matemàtic indi.

## Vida i Obra
Prasad va néixer al districte d'Azamgarh on va ser educat tan en hindi com en urdú, essent totalment bilingüe. Va estudiar matemàtiques al Patna College i a la universitat Hindú de Benarés, graduant-se el 1921. Després d'uns anys fent de professor en aquestes dues institucions, va anar a les universitats de Liverpool i París, obtenint un doctorat en aquesta última el 1932, dirigit per Arnaud Denjoy.
El 1932, en retornar a l'Índia, va ser professor de la universitat de Allahabad, en la qual va romandre fins a la seva jubilació el 1961, excepte dos cursos en que va ser professor del Patna College.
Els treballs de recerca de Prasad versen sobre tot sobre la sumabilitat de les sèries de Fourier. També va ser el fundador de la Societat Matemàtica d'Allahabad, que va lluitar per la introducció del mètodes pedagògics europeus a l'Índia.
Va ser guardonat amb el premi Padma Bhushan i els darrers anys de la seva vida va ser nomenat membre de la Cambra Alta (Rajya Sabha) del parlament indi.